# Nieve

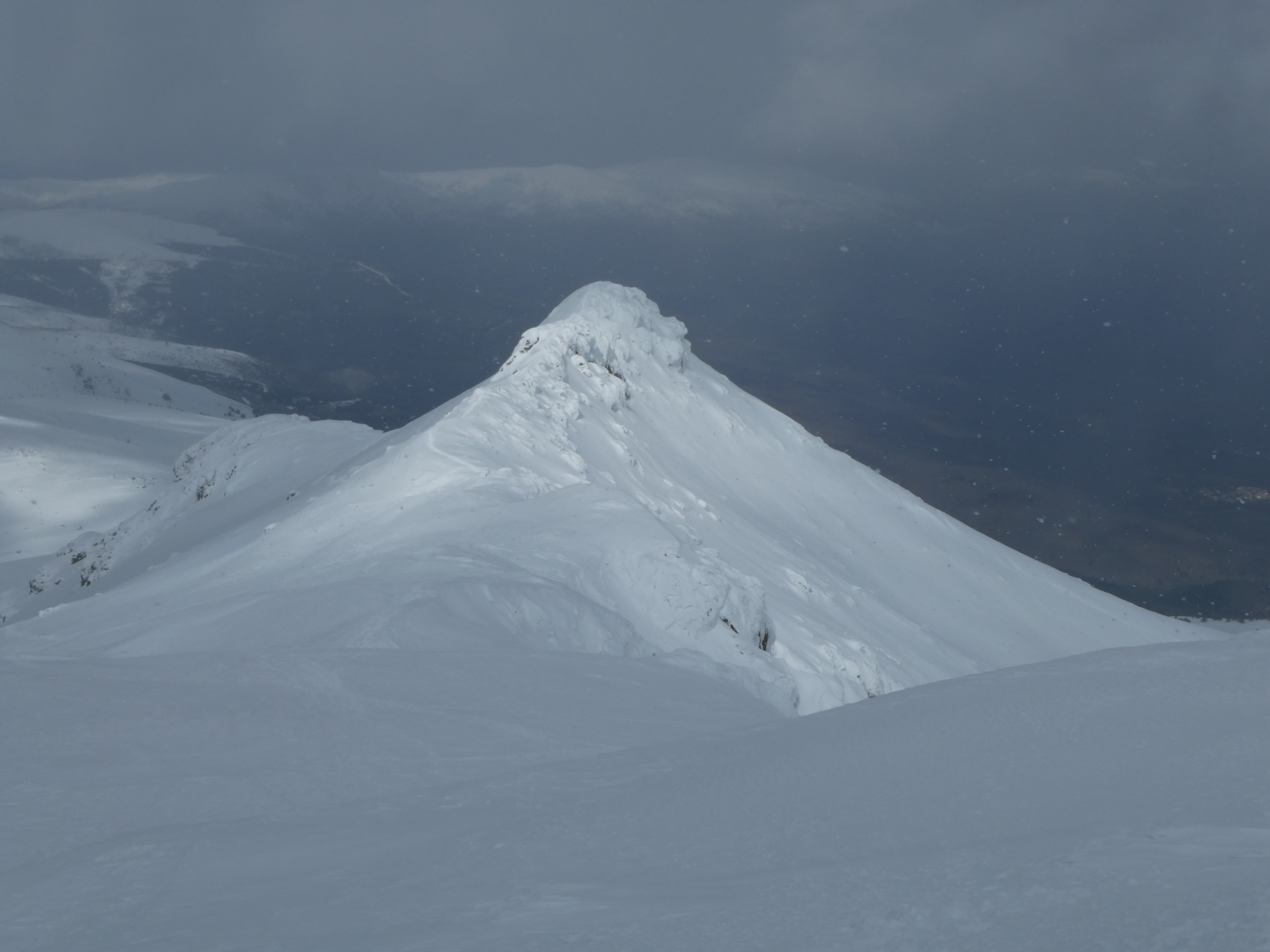
Nevando en el risco de los Claveles, entre las provincias de Segovia y Madrid. España.

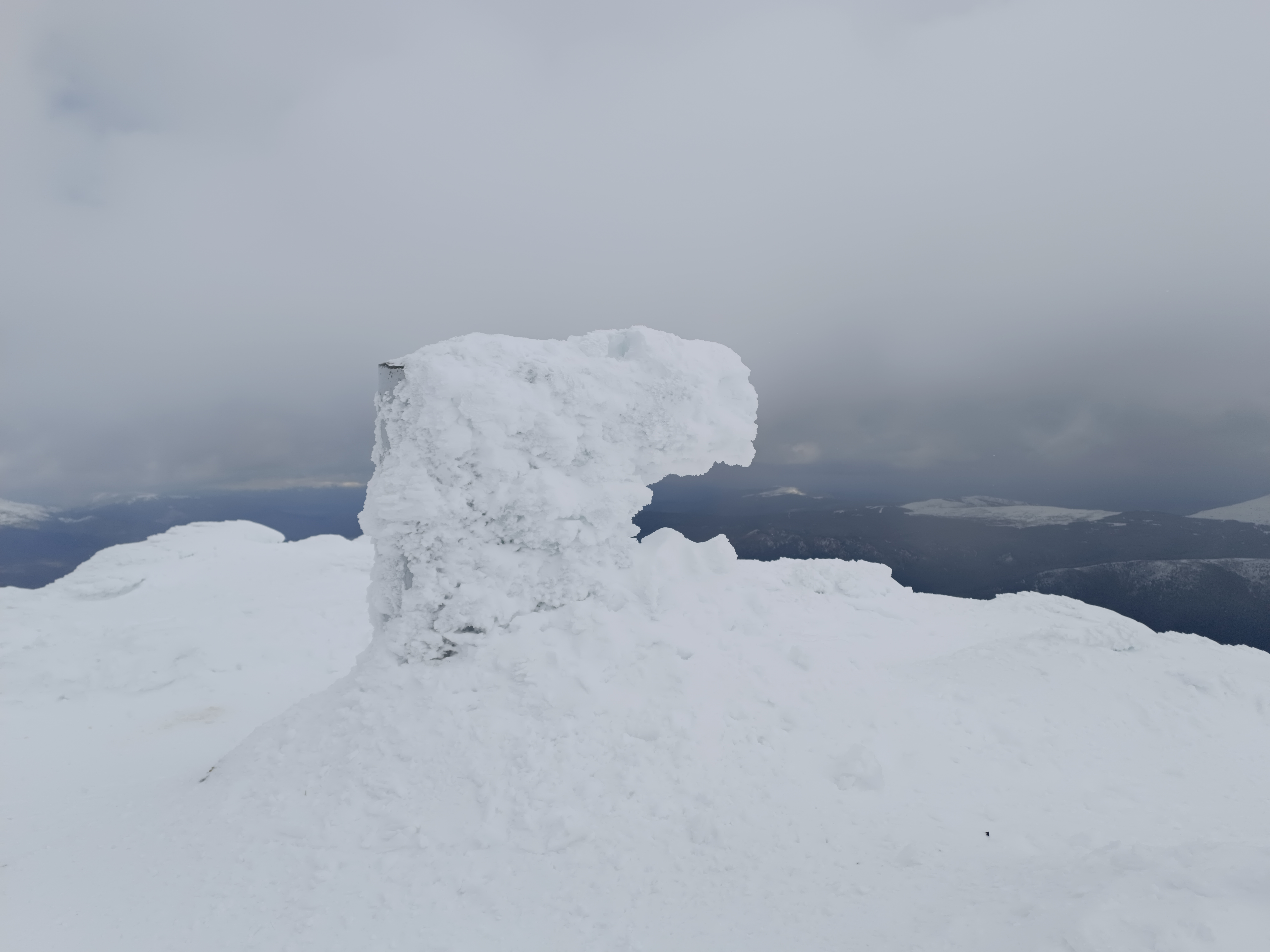
Vértice geodésico de la cima de Peñalara, en invierno. España. Altitud: 2428 m s. n. m.

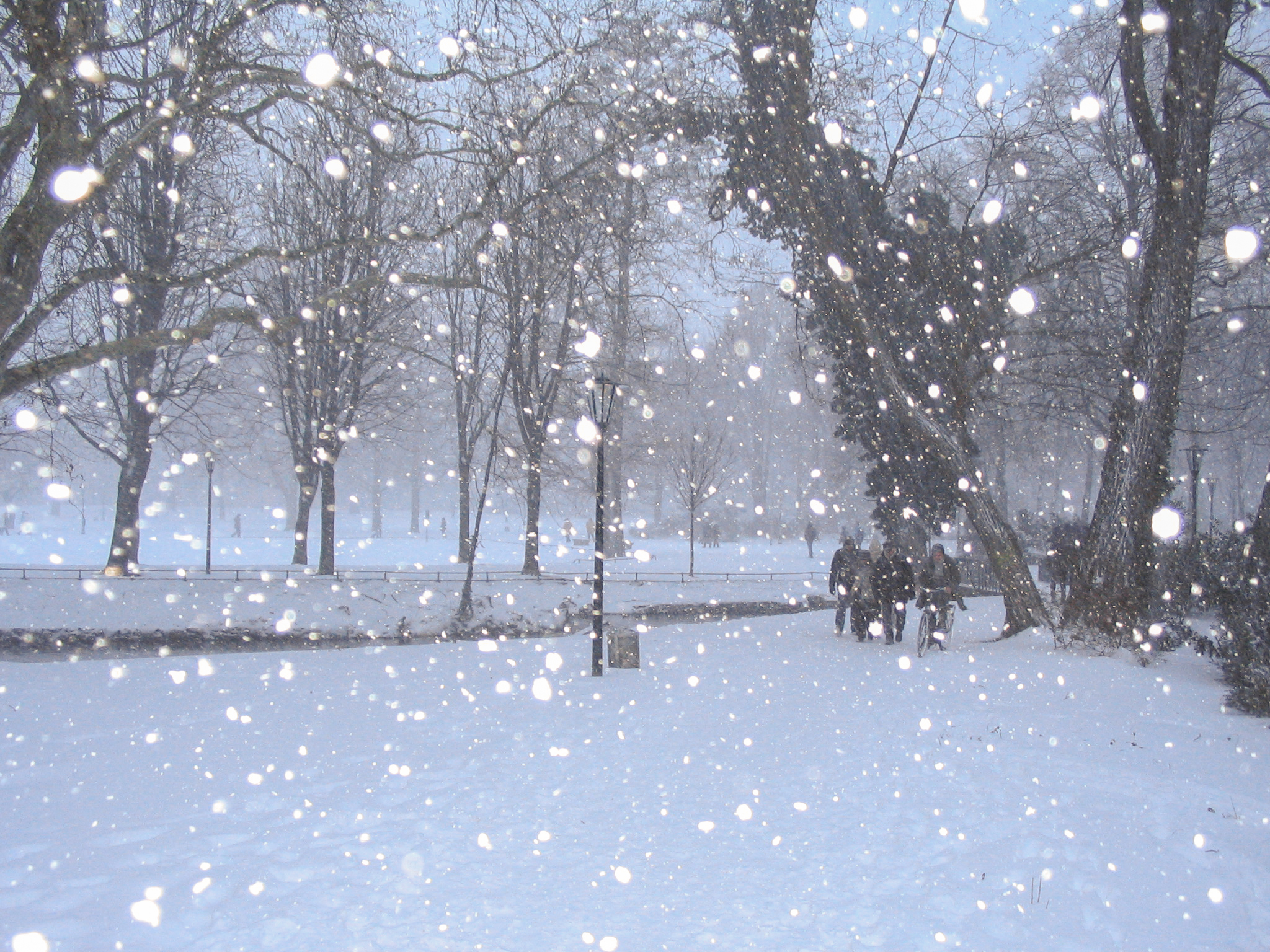
Nevada en Düsseldorf (Alemania).

La nieve es resultado de un fenómeno meteorológico que consiste en la precipitación de pequeños cristales de hielo. Los cristales de nieve adoptan formas geométricas con características fractales y se agrupan en copos.

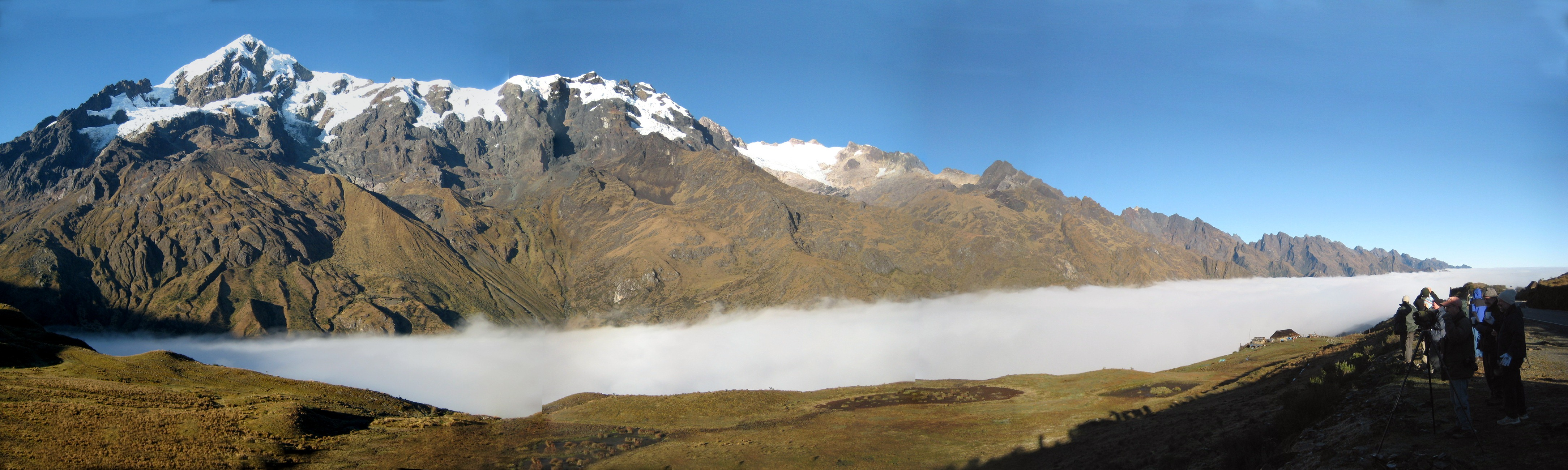
Nieve en las zonas altas del Nevado Verónica, en Cusco (Perú).

La nieve es el vapor de agua que experimenta una alta deposición en las nubes a una temperatura menor a 0 °C y posteriormente cae sobre el suelo. Está compuesta por pequeñas partículas ásperas y es un material granular. Normalmente tiene una estructura abierta y suave, excepto cuando es comprimida por la presión externa. Consiste en agua cristalina congelada en las nubes durante todo su ciclo de vida, comenzando cuando, en condiciones adecuadas, los cristales de hielo se forman en la atmósfera, aumentan a un tamaño milimétrico, se precipitan y se acumulan en las superficies, luego se metamorfosean en el sitio en que se hallan, y finalmente se derriten, se deslizan o subliman.
Las tormentas de nieve se organizan y desarrollan alimentándose de fuentes de humedad atmosférica y aire frío. Los copos de nieve nuclean alrededor de las partículas de la atmósfera atrayendo gotas de agua superenfriadas, que se congelan en cristales de forma hexagonal. Los copos de nieve adoptan una gran variedad de formas, entre las que destacan las plaquetas, las agujas, las columnas y la caliza dura. A medida que la nieve se acumula en un manto de nieve, puede soplar en forma de ventisqueros. Con el tiempo, la nieve acumulada se metamorfosea, por sinterización, sublimación y congelación-descongelación. Cuando el clima es lo suficientemente frío como para que se produzca una acumulación anual, puede formarse un glaciar. De lo contrario, la nieve suele derretirse estacionalmente, provocando la escorrentía hacia arroyos y ríos y recargando las aguas subterráneas.
Las principales zonas propensas a la nieve son las regiones polares, la mitad más septentrional del hemisferio norte y las regiones montañosas de todo el mundo con suficiente humedad, temperaturas frías y altitud. En el hemisferio sur, la nieve se limita principalmente a las zonas montañosas, aparte de la Antártida.
La nieve afecta a actividades humanas como el transporte: creando la necesidad de mantener las carreteras, las alas y las ventanas despejadas; la agricultura: proporcionando agua a los cultivos y salvaguardando el ganado; los deportes como el esquí, el snowboard y los viajes en moto de nieve; y a la guerra. La nieve también afecta a los ecosistemas, ya que proporciona una capa aislante durante el invierno bajo la cual las plantas y los animales pueden sobrevivir al frío.

## Precipitación

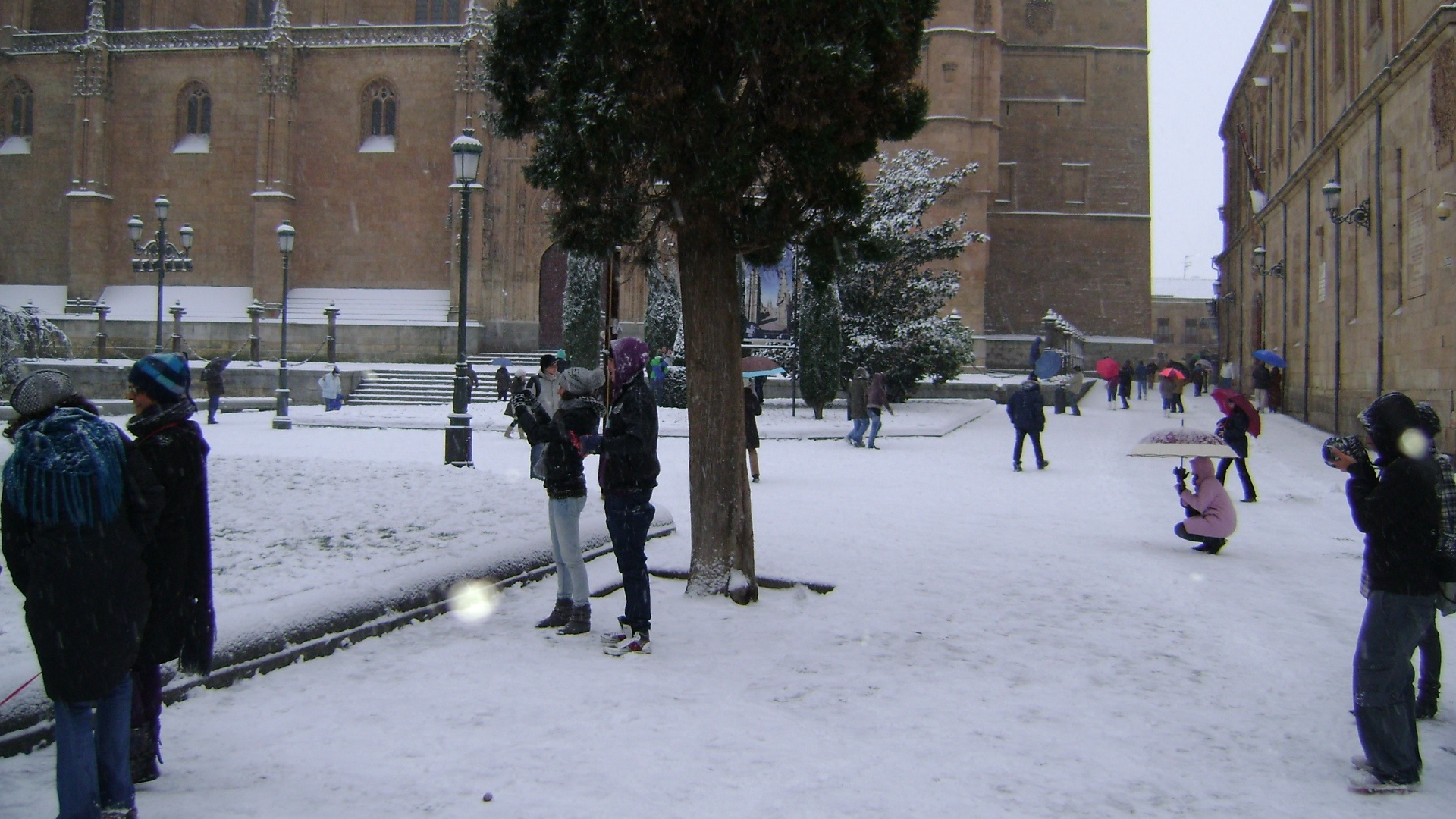
Nevando en Salamanca, (España).

La nieve se desarrolla en las nubes, que a su vez forman parte de un sistema meteorológico mayor. La física del desarrollo de los cristales de nieve en las nubes es el resultado de un complejo conjunto de variables que incluyen el contenido de humedad y las temperaturas. Las formas resultantes de los cristales que caen pueden clasificarse en una serie de formas básicas y combinaciones de las mismas. Ocasionalmente, pueden formarse algunos copos de nieve en forma de placa, dendríticos y estelares bajo un cielo despejado con una inversión de temperatura muy fría presente.

### Formación de nubes
Las nubes de nieve suelen producirse en el contexto de sistemas meteorológicos más amplios, el más importante de los cuales es la zona de bajas presiones, que suelen incorporar frentes cálidos y fríos como parte de su circulación. Dos fuentes adicionales y localmente productivas de nieve son las tormentas de efecto lago (también de efecto mar) y los efectos de elevación, especialmente en las montañas. 

#### Zonas de baja presión
Los ciclones de latitudes medias son zonas de baja presión capaces de producir desde nubosidad y tormentas de nieve suaves hasta fuertes ventiscas. Durante el otoño, el invierno y la primavera de un hemisferio, la atmósfera sobre los continentes puede ser lo suficientemente fría a través de la profundidad de la troposfera como para provocar nevadas. En el hemisferio norte, el lado norte de la zona de baja presión produce la mayor cantidad de nieve. En las latitudes medias del sur, el lado de un ciclón que produce la mayor cantidad de nieve es el lado sur. 

#### Frentes
Un frente frío, el borde de ataque de una masa de aire más fría, puede producir una tormenta de nieve frontal, una línea  convectiva frontal intensa (similar a una banda de lluvia), cuando la temperatura está cerca del punto de congelación en la superficie. La fuerte convección que se desarrolla tiene suficiente humedad como para producir condiciones de blanqueo en los lugares por los que pasa la línea, ya que el viento provoca una intensa nevada. Este tipo de borrasca de nieve suele durar menos de 30 minutos en cualquier punto de su trayectoria, pero el movimiento de la línea puede cubrir grandes distancias. Las borrascas frontales pueden formarse a corta distancia por delante del frente frío de superficie o por detrás del frente frío, donde puede haber un sistema de bajas presiones que se profundiza o una serie de líneas de vaguada que actúan de forma similar a un paso frontal frío tradicional. En situaciones en las que las borrascas se desarrollan después del frente, no es raro que pasen dos o tres bandas de borrascas lineales en rápida sucesión separadas sólo por 25 millas (40 kilómetros), pasando cada una por el mismo punto con una diferencia de unos 30 minutos. En los casos en los que hay una gran cantidad de crecimiento vertical y de mezcla, la borrasca puede desarrollar nubes cumulonimbus incrustadas que dan lugar a relámpagos y truenos, lo que se conoce como nieve de trueno.
Un frente cálido puede producir nieve durante un tiempo, ya que el aire cálido y húmedo

#### Efectos de lagos y océanos

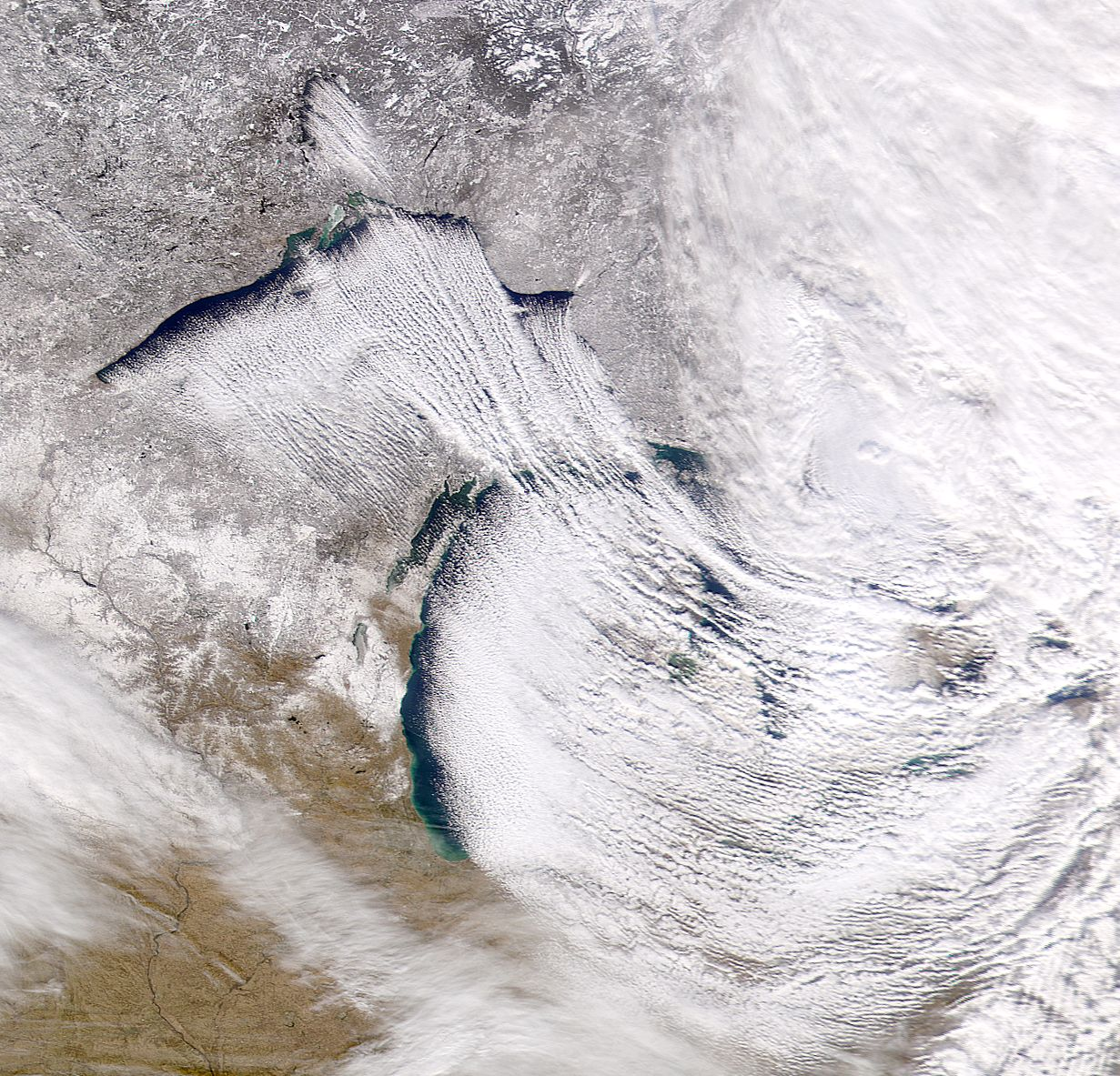
El viento frío del noroeste que barre la superficie del Lago Superior y el Lago Míchigan produce un efecto que parece que nieva desde el lago.

La nieve de efecto lago se produce en condiciones atmosféricas más frías, cuando una masa de aire frío se desplaza a través de largas extensiones de agua lacustre más cálida, calentando la capa inferior de aire que recoge el vapor de agua del lago, asciende a través del aire más frío de arriba, se congela y se deposita en las orillas de  sotavento (a favor del viento).
El mismo efecto que se produce sobre masas de agua salada se denomina nieve de efecto oceánico o de efecto bahía. El efecto se potencia cuando la masa de aire en movimiento se eleva por la influencia  orográfica de las elevaciones de las costas a sotavento. Esta elevación puede producir bandas estrechas, pero muy intensas de precipitación que pueden depositarse a un ritmo de muchos centímetros de nieve cada hora, lo que a menudo da lugar a una gran cantidad de nevada total.
Las zonas afectadas por la nieve de efecto lago se denominan «cinturones de nieve». Entre ellas se encuentran las zonas al este de los  Grandes Lagos, las costas occidentales del norte de Japón, la península de Kamchatka en Rusia y las zonas cercanas al Gran Lago Salado, el Mar Negro, el Mar Caspio, el Mar Báltico y partes del norte del Océano Atlántico.

## Intensidad de las nevadas
Se clasifican las nevadas dependiendo de la tasa de caída de nieve, la visibilidad y el viento.
- Nevada débil: Cantidades inferiores a medio centímetro de espesor por hora y la visibilidad es superior a un kilómetro. Si la nevada es breve y de copos menudos, entonces se trata de una nevisca.[13]
- Nevada moderada: Cae de 0,5 a 4 centímetros por hora y una visibilidad que fluctúa entre 500 y 1000 metros.
- Nevada fuerte: Cuando caen más de 4 centímetros por hora y la visibilidad es inferior a 500 metros. Si se presentan vientos sostenidos superiores a 55 km/h (35 mph) se le considera una tormenta invernal.
- Nevada severa: Cae más de 7 centímetros por hora; la visibilidad es inferior a 100 metros y los vientos sostenidos superan los 70 km/h (45 mph).

## Tipos de precipitación nival
- Nevada: Es la caída o precipitación de copos de nieve.
  - Nevisca: Es una nevada breve y ligera que rara vez se endurece, la acumulación nival es poca o no se produce.
  - Nevasca: Es una tormenta en la que se produce una precipitación de fuerte a intensa de nieve, que puede estar acompañada de hielo (cualquier tipo de precipitación helada); se produce generalmente en alta montaña o altas latitudes y deja al menos 10 cm de nieve.
  - Ventisca de nieve: Es una nevada o una nevasca acompañada de fuertes vientos; la visibilidad suele ser muy reducida.
  - Nevada por efecto lacustre: Se produce cuando los vientos fríos se mueven a través de extensiones grandes de agua caliente (especialmente en lagos, aunque también se produce en los mares).
- Cellisca: Es una forma de precipitación mixta consistente en aguanieve, esto es: gotas de agua, copos de nieve y nieve parcialmente derretida.
- Cinarra: Es la caída de gránulos de nieve o nieve granular, esta es una nieve diminuta, aplanada y opaca en forma de gragea; su diámetro es inferior a 1 mm. No debe confundirse con el granizo blando.
- Aguanieve: Es una forma de precipitación consistente en nieve parcialmente fundida y mezclada con agua. La aguanieve no suele endurecerse en el suelo, excepto cuando la temperatura del suelo es inferior a los cero grados Celsius, en cuyo caso puede formar capas de hielo invisibles conocidos como placas de hielo o incluso escarcha.

### Tipos de precipitación helada que no es nieve

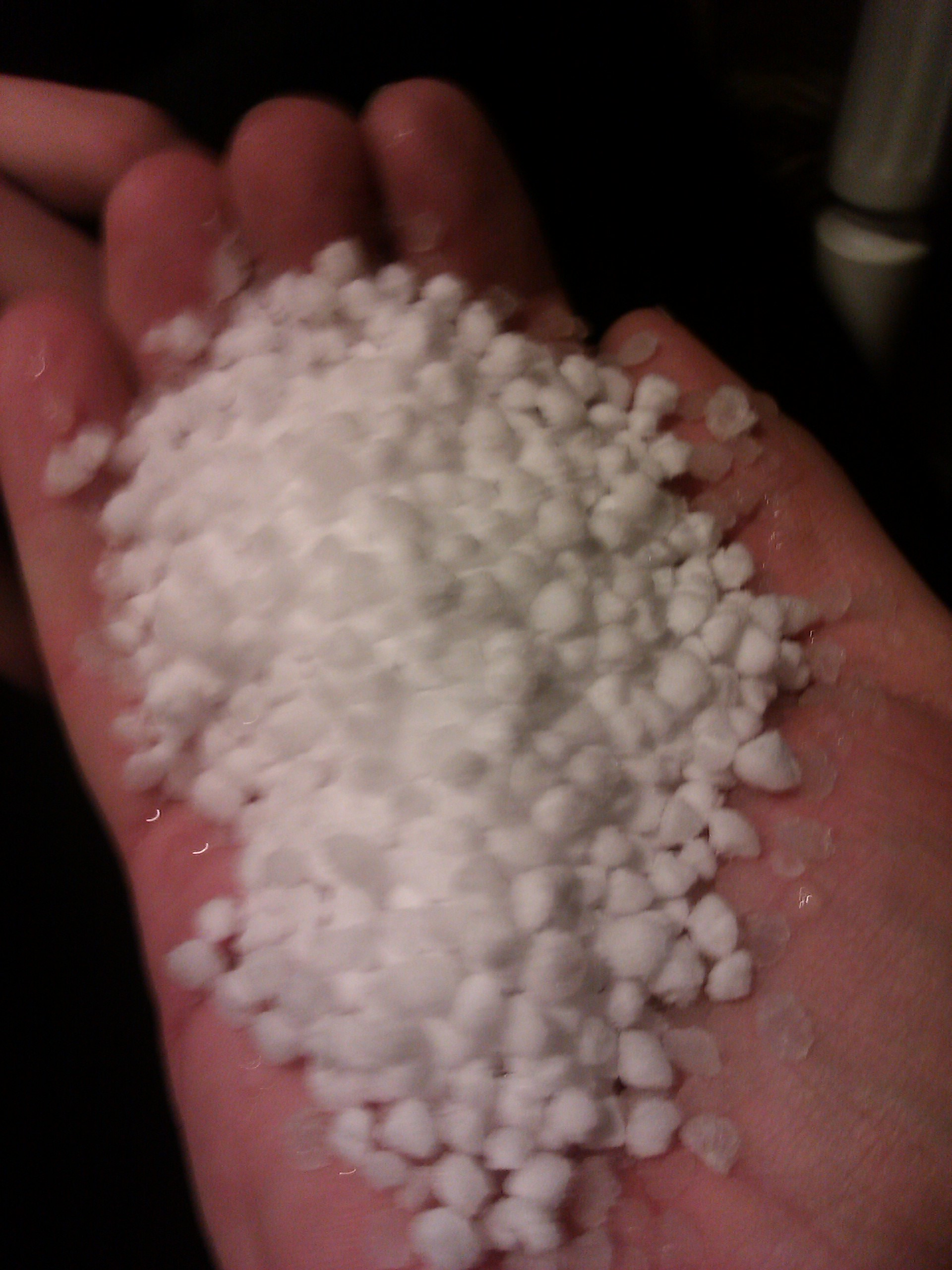
Granizo blando, también conocido como graupel.

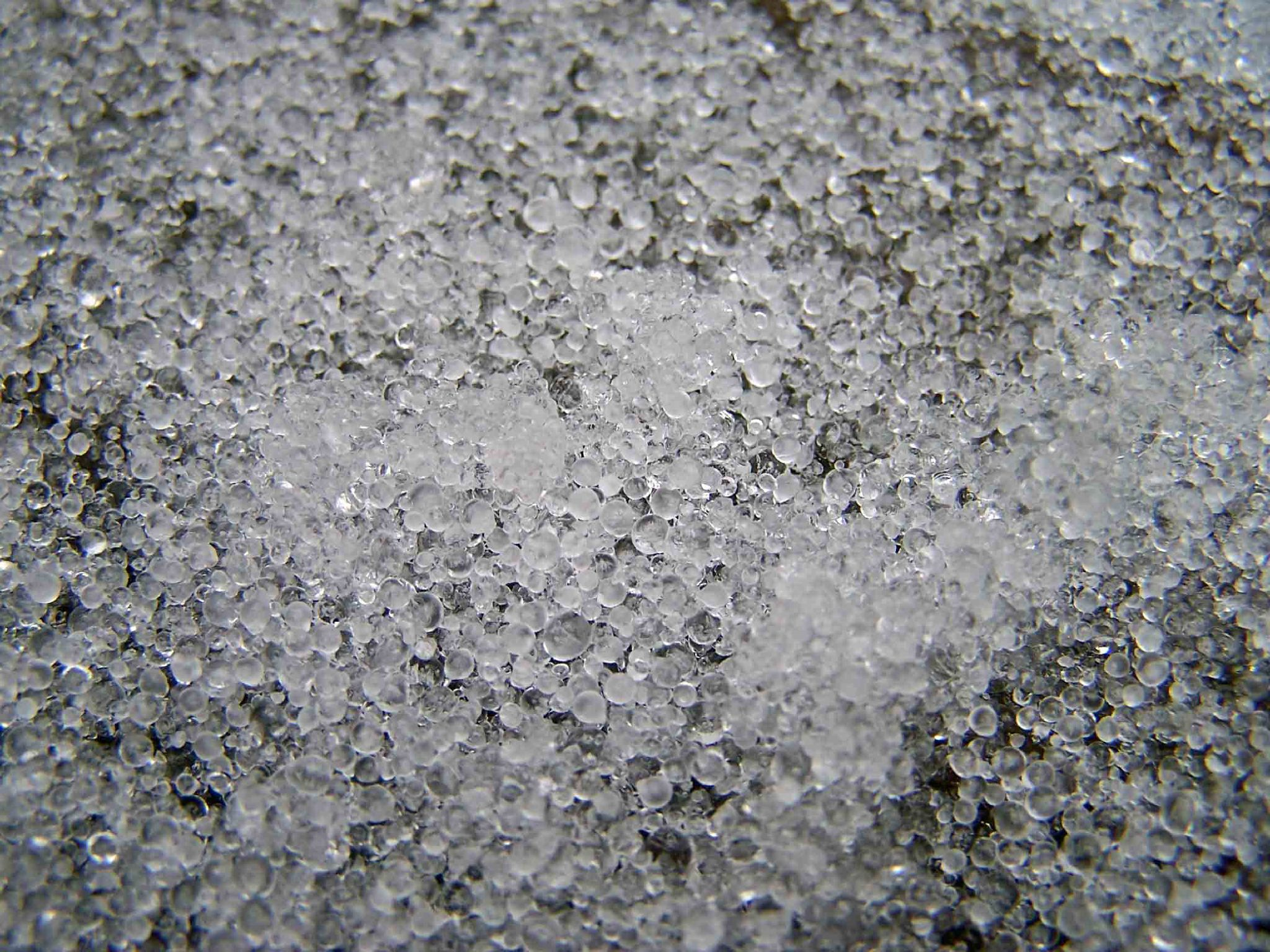
Perdigones de hielo.

- Granizo: Consiste en gotas de agua sobreenfriadas que se congelan y que por acción del viento pueden regresar a la nube y crecer en tamaño, debido a que más gotas superfrías se le adhieren. Se habla de tormenta de granizo o granizada cuando el granizo que cae es abundante, pudiendo causar graves daños en cosechas, bienes materiales (coches, tejados, etc.) e incluso en seres vivos.
- Granizo blando: También conocido como granizo pequeño, gránulos de hielo o graupel. Son más grandes que los granos de hielo y más pequeños que el granizo. Se forma cuando cristales de hielo sufren el mismo proceso de formación del granizo. No debe confundirse con los gránulos de nieve, conocidos también como nieve granulada o cinarra.
- Lluvia engelante: Ocurre cuando llueve en un lugar cuya temperatura está por debajo del punto de congelación (0 °C o 32 °F). Es mal llamada también como lluvia helada.
- Perdigones de hielo: Son una forma de precipitación consistente en agua congelada, pero no en forma de cristales. Se forma cuando la aguanieve se vuelve a congelar.
- Prismas de hielo: Son constituidos por cristales de hielo, con forma de agujas o láminas, tan menudos que parecen suspendidos en el aire.

## Lugares de nevadas

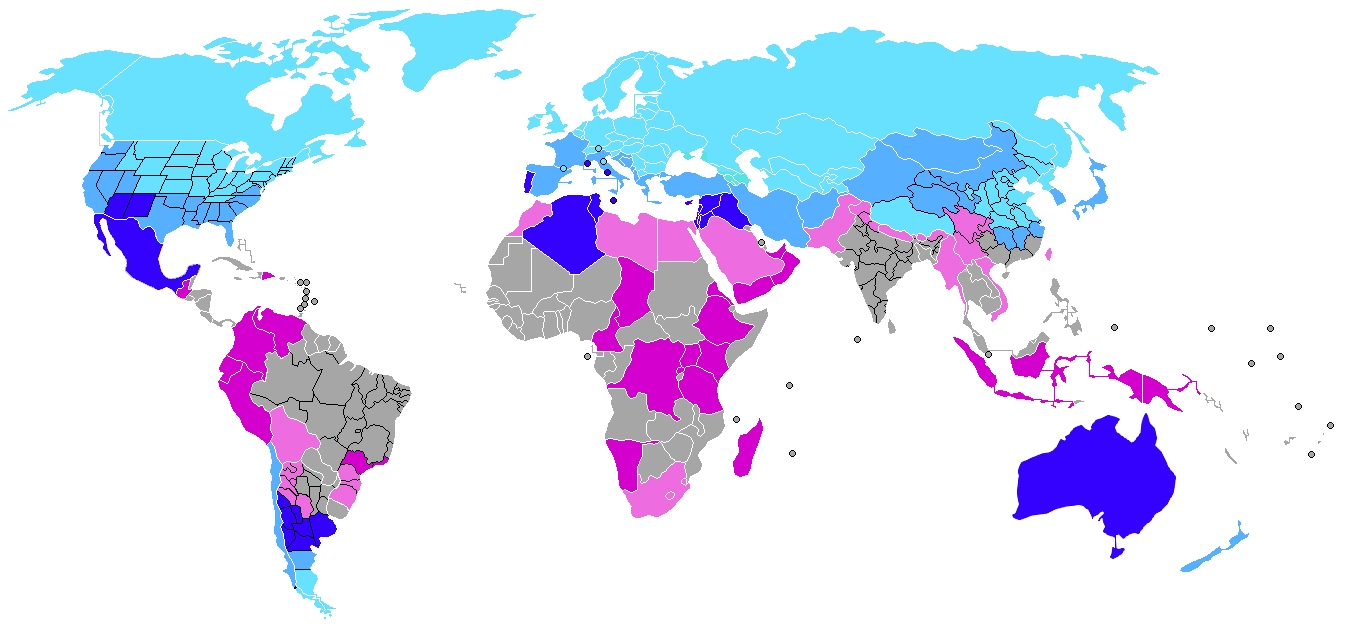
Ocurrencia de las nevadas:
Países o regiones con localidades por debajo de los 500 metros de altitud que tienen nevadas todos los años.
Países o regiones con localidades por debajo de los 500 metros de altitud que tienen nevadas todos los años, pero no en todo su territorio.
En estos países o regiones nieva todos los años por encima de los 500 metros de altitud, sin embargo, puede nevar cada ciertos años por debajo de esa altitud.
En estos países o regiones solamente nieva sobre los 500 metros de altitud.
Prácticamente las nevadas se registran a los 2000 metros o más de altitud.
En estos países o regiones no nieva.

Las nevadas varían de la localización, incluyendo latitud geográfica, la altitud y otros factores que afectan al clima en general. En latitudes más cercanas al ecuador, hay menos probabilidades de la caída de nieve. La latitud 35° es a menudo referida como el límite.[cita requerida] Las costas occidentales de los continentes principales siguen siendo lugares sin nieve en latitudes mucho más altas.
Algunas montañas, incluso en, o cerca del Ecuador, tienen una cubierta permanente de nieve en sus partes más altas, incluyendo el monte Kilimanjaro, en Tanzania, y los Andes, en Sudamérica. Inversamente, muchas regiones del ártico y el antártico reciben muy pocas precipitaciones y, por lo tanto, generan muy poca nieve a pesar del intenso frío (por debajo de cierta temperatura, el aire pierde esencialmente su capacidad de trasportar el vapor de agua).

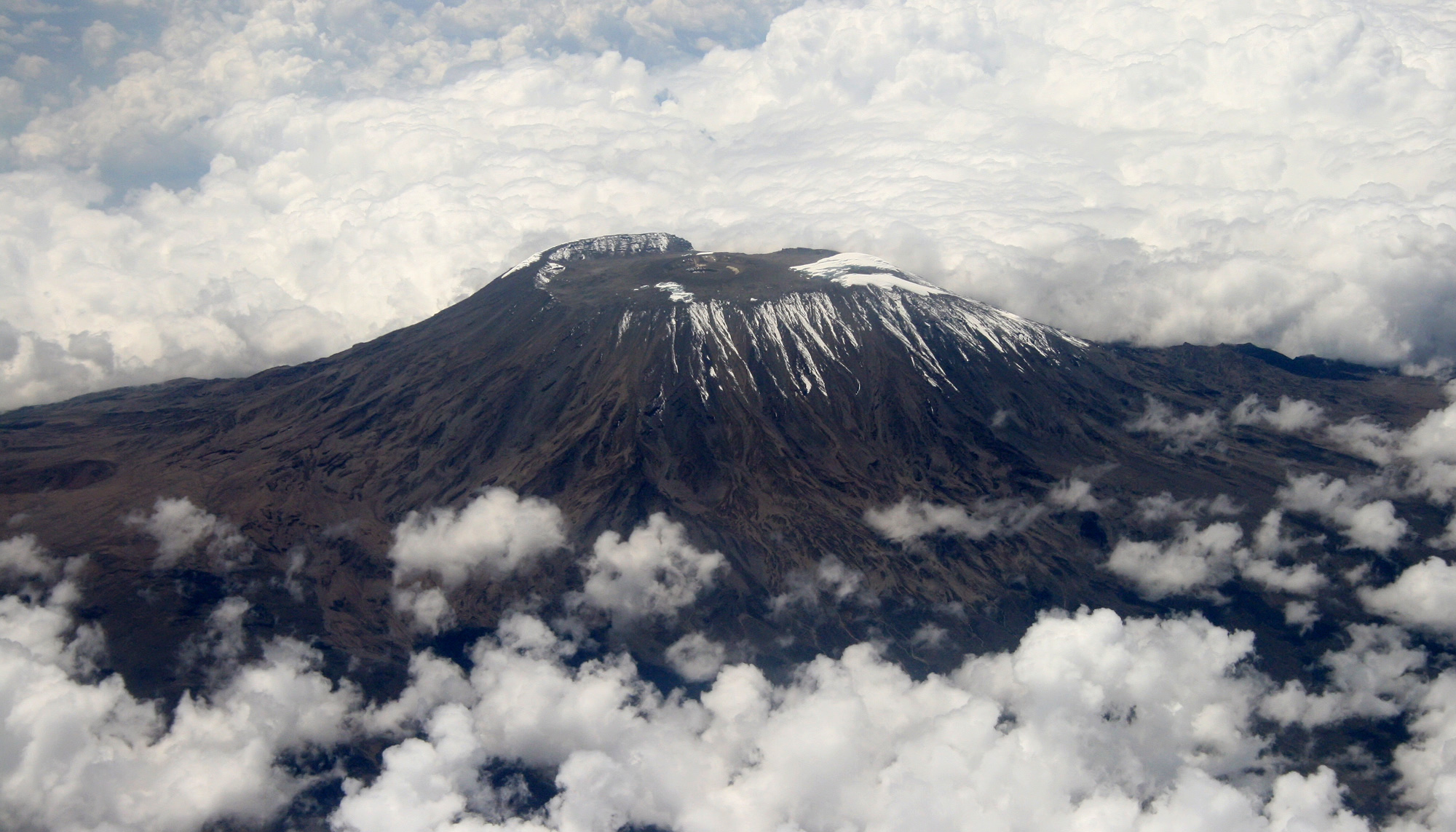
Los grandes montes suelen tener una capa permanente de nieve, incluso en latitudes tropicales, si son suficientemente altos. Vista del Kilimanjaro, en África, en el mes de junio.

Otro ejemplo es el de la ciudad de Nueva York, que se encuentra a una latitud similar a Madrid o incluso más al sur que Roma, que recibe una cantidad de nieve mucho mayor que estas dos últimas; lo que le favorece principalmente es el frío que transporta la corriente marítima del Labrador, que también favorece el aumento de precipitaciones. Madrid y Roma están influenciadas por el Mediterráneo y poseen dos barreras naturales, Pirineos y Alpes respectivamente, por lo que las posibilidades de nieve se reducen notablemente.
Otro ejemplo ocurre en la Patagonia del Pacífico, que se ve afectada por la corriente de Humboldt (proveniente de la Antártida) la que atrae vientos fríos de este continente: al pasar la corriente frente a las costas de Chile, la barrera de los Andes obliga al aire húmedo a elevarse y precipitar todo su contenido en su ladera occidental o Pacífico de la Patagonia (Efecto Foehn o Föhn) causando fuertes nevadas en invierno, originarias de los campos de hielo más grandes del planeta fuera de los polos. Debido a esto, múltiples localidades reciben grandes cantidades de nieve mientras que otras en la misma latitud no. Es así como en la ciudad chilena de Puerto Natales, frente a las costas del Pacífico, cae muchísima más nieve que en la ciudad argentina de Río Gallegos, ubicada a una latitud muy similar, pero sobre las costas del océano Atlántico. En otras palabras, esto se debe a que las masas húmedas de aire que aportan precipitaciones de nieve siempre arrancan desde el Pacífico y se desplazan en dirección de oeste hacia este (de Chile hacia Argentina). Este hecho es determinante, ya que, en la práctica, significa que la vertiente occidental (la parte chilena) siempre recibe primero y más cantidad nieve. Todo esto explica el por qué normalmente las estaciones de esquí de Chile suelen empezar la temporada a principios de junio mientras las argentinas lo hacen algunas semanas más tarde, hacia mediados o finales de junio. Esto mismo explica además que generalmente las estaciones chilenas acumulen más metros de nieve.
Aunque la densidad de la nieve varía extensamente, una guía es que la profundidad de las nevadas es 10 veces mayor que la de las precipitaciones pluviales que contienen la misma masa de agua.

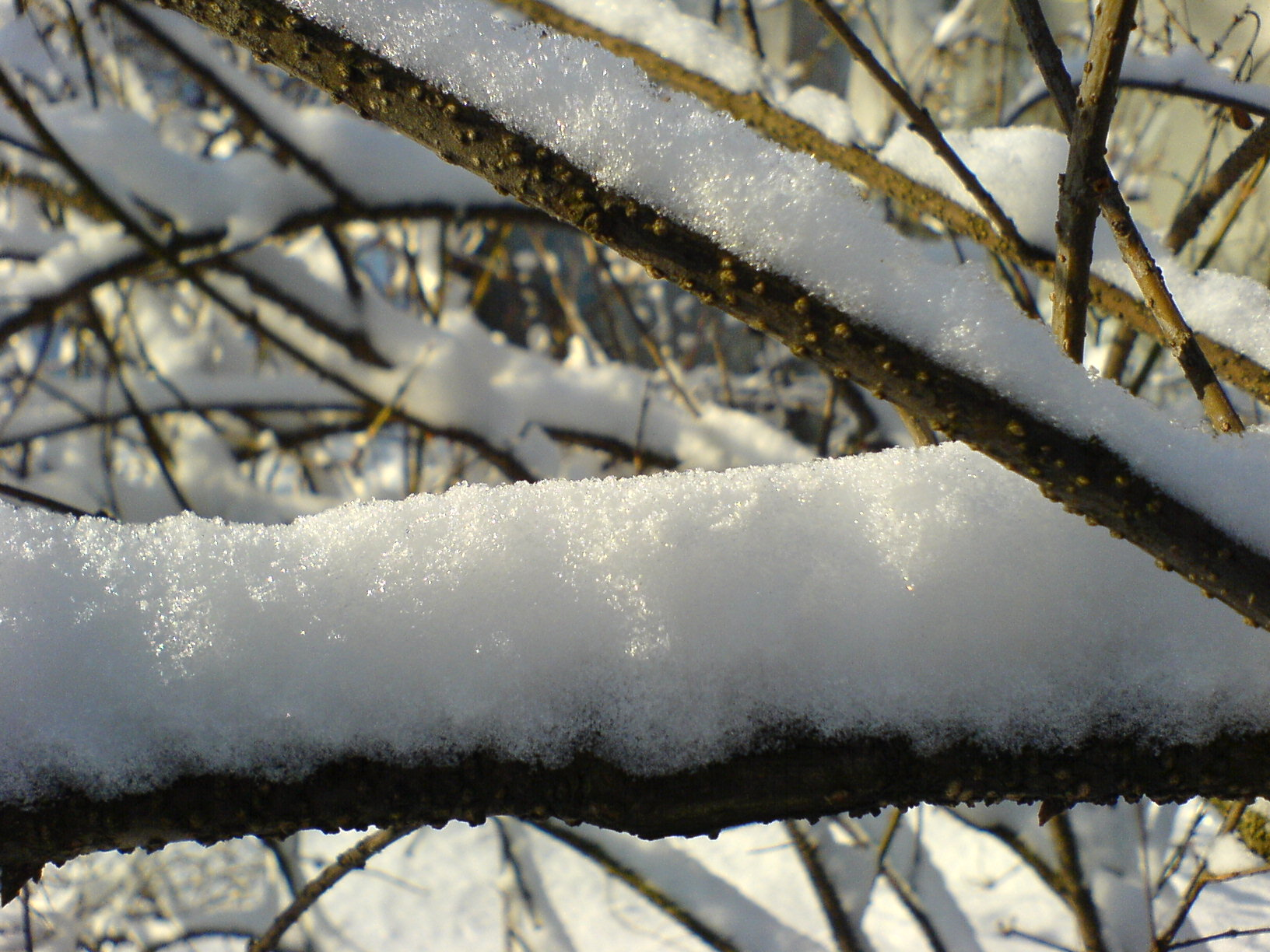
Nieve fresca en una rama delgada; Cracovia (Polonia).

Las nevadas inesperadas a veces deterioran las infraestructuras e interrumpen los servicios, incluso en las regiones que están acostumbradas a ellas. El tráfico se puede ver entorpecido o incluso detenido totalmente. Las infraestructuras básicas tales como electricidad, teléfono y gas natural pueden ser interrumpidas. Un día nevado es frecuentemente un día en el cual la escuela u otros servicios son cancelados debido a la precipitación. Esto puede suceder incluso en las áreas que tienen por lo general muy poca precipitación de nieve con una acumulación ligera. Cuando la acumulación de nieve es excesiva, a menudo tarda tiempo en fundirse, haciéndose así neveros.
La precipitación diaria más alta en el mundo fue registrada en Silver Lake, Colorado, Estados Unidos, en 1921, con 1,93 metros de altura.

## Geometría

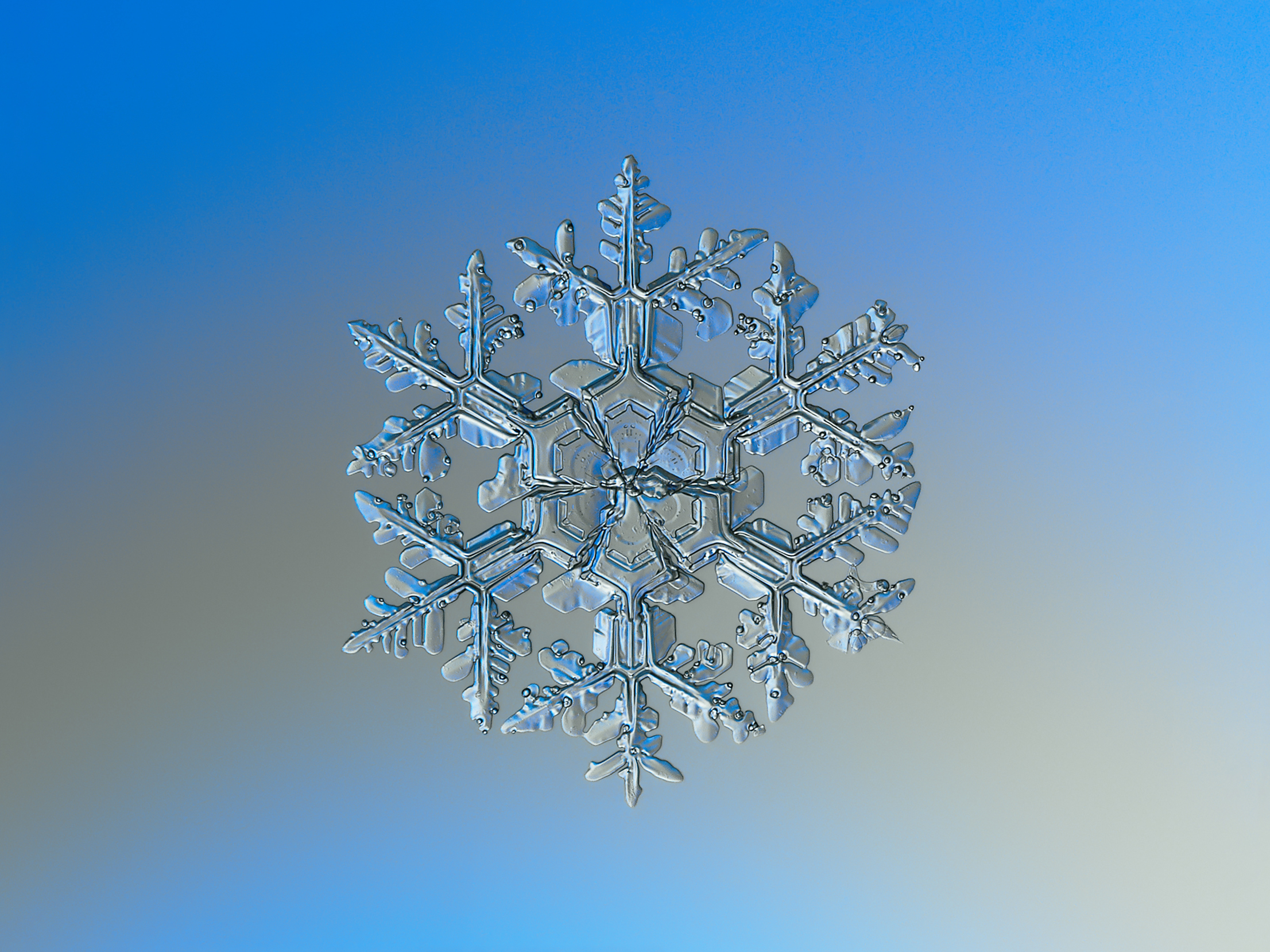
Copo de nieve natural de tamaño relativamente grande, de unos 4 o 5 milímetros de diámetro.

Una pregunta interesante es por qué los brazos de los copos de nieve son simétricos, y por qué ningún par de copos de nieve parecen ser idénticos. Se cree que la respuesta es por el hecho de que las distancias longitudinales de los copos de nieve son mucho mayores que las distancias transversales de estos.
La simetría de los brazos de los ampos siempre es de seis brazos, basada en la estructura hexagonal de los cristales de hielo ordinario (conocido como hielo Ih) junto con su plano 'básico'.
Existen dos explicaciones posibles ampliamente conocidas sobre la simetría de los copos de nieve. En primer lugar, podría haber comunicación (transferencia de información) entre los brazos, por lo que el crecimiento en cada brazo afecta al crecimiento de su extremo opuesto. La tensión de la superficie o los fonones es una de las maneras en la que tal comunicación podría ocurrir. La otra explicación, que parece ser una versión prevaleciente, es que los brazos de un copo de nieve crecen independientemente en un ambiente que se piensa que varía rápidamente en cuanto a su temperatura, humedad, etcétera. Se cree que este ambiente es relativamente homogéneo espacialmente en la escala de un solo copo, provocando el crecimiento de los brazos en un alto nivel de semejanza visual, respondiendo de una misma manera a unas condiciones ambientales idénticas, de la misma manera que los árboles sin relación aparente responden a los cambios ambientales generando anillos muy similares en sus troncos. La diferencia en el ambiente a escalas mayores que un copo de nieve conduce a la observada carencia de correlación entre las formas de diversos copos de nieve.
Sin embargo, el concepto de que no hay dos copos de nieve idénticos es incorrecto: es enteramente posible, aunque inverosímil, que un par de copos de nieve puedan ser visualmente idénticos si sus ambientes son suficientemente similares, ya sea porque crecen muy cerca uno del otro, o simplemente por una cuestión de probabilidad. La Sociedad Meteorológica Americana (American Meteorological Society) ha divulgado que fueron descubiertos cristales de nieve idénticos por Nancy Knight, del Centro Nacional para la Investigación Atmosférica (National Center for Atmospheric Research). Los cristales no eran escamas en el sentido general, sino prismas hexagonales huecos.

## Efectos en la sociedad humana
Las nevadas repentinas pueden interrumpir la infraestructura y los servicios públicos, paralizando la actividad humana, incluso en regiones que están acostumbradas a tales condiciones meteorológicas. El transporte aéreo y el terrestre pueden cerrar por completo. Las poblaciones que viven en zonas propensas de nieve han desarrollado diversas formas de viajar a través de la nieve, como esquís, raquetas de nieve y trineos tirados por caballos, perros u otros animales y/o motos de nieve. Los servicios públicos básicos, como la electricidad, las líneas telefónicas y el suministro de gas también pueden fallar. Las nevadas pueden tener un pequeño efecto negativo sobre el rendimiento anual de los sistemas solares fotovoltaicos.
Los efectos combinados pueden conducir a un "día de nieve" en el que los servicios como la escuela o el trabajo se cancelan oficialmente. En las zonas que normalmente tienen muy poco o nada de nieve, se pueden producir muchos más efectos negativos, ya que esas áreas no están preparadas para manejar poca cantidad de nieve.
La nieve acumulada se retira para que viajar sea más fácil y más seguro, y para disminuir el impacto a largo plazo de una gran nevada. Este proceso utiliza palas quitanieves y sopladores de nieve y, a menudo rociando sal u otros productos químicos a base de cloruro, que reducen la temperatura de fusión de nieve. En algunas zonas con abundantes nevadas, como la prefectura de Yamagata, Japón, la gente cosecha nieve y lo almacenan rodeado de aislamiento en las casas de hielo. Esto permite que la nieve se utilice durante el verano para la refrigeración y el aire acondicionado, lo que requiere mucha menos electricidad que los métodos de enfriamiento tradicionales.

### Aspectos recreativos de la nieve

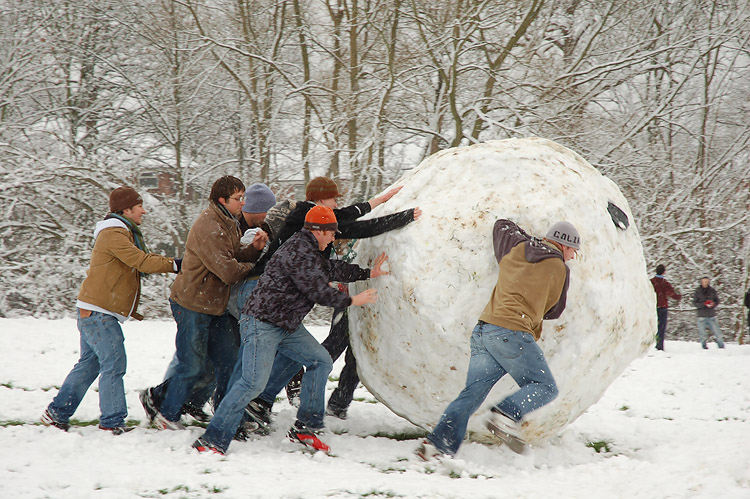
Una bola de nieve gigante

Muchos deportes de invierno, como el esquí o snowboard dependen de la nieve. Donde la nieve es escasa, pero la temperatura es lo suficientemente baja, se pueden utilizar cañones de nieve para producir una cantidad adecuada para tales deportes. Niños y adultos pueden jugar en un trineo o un paseo en un trineo. La capa de nieve se considera un peligro general en el senderismo, porque la nieve oculta hitos y hace que el paisaje mismo se vea uniforme.
Uno de los usos recreativos reconocibles de la nieve es en la construcción de muñecos de nieve. Un muñeco de nieve se crea al hacer una figura con forma de hombre de nieve —a menudo usando una bola de nieve grande, en forma para el cuerpo y una bola de nieve más pequeña para la cabeza, que a menudo es decorada con objetos simples de la casa— incluyendo tradicionalmente una zanahoria para la nariz, y el carbón para los ojos, nariz y boca; ocasionalmente incluyendo ropa vieja, como un sombrero de copa o una bufanda.

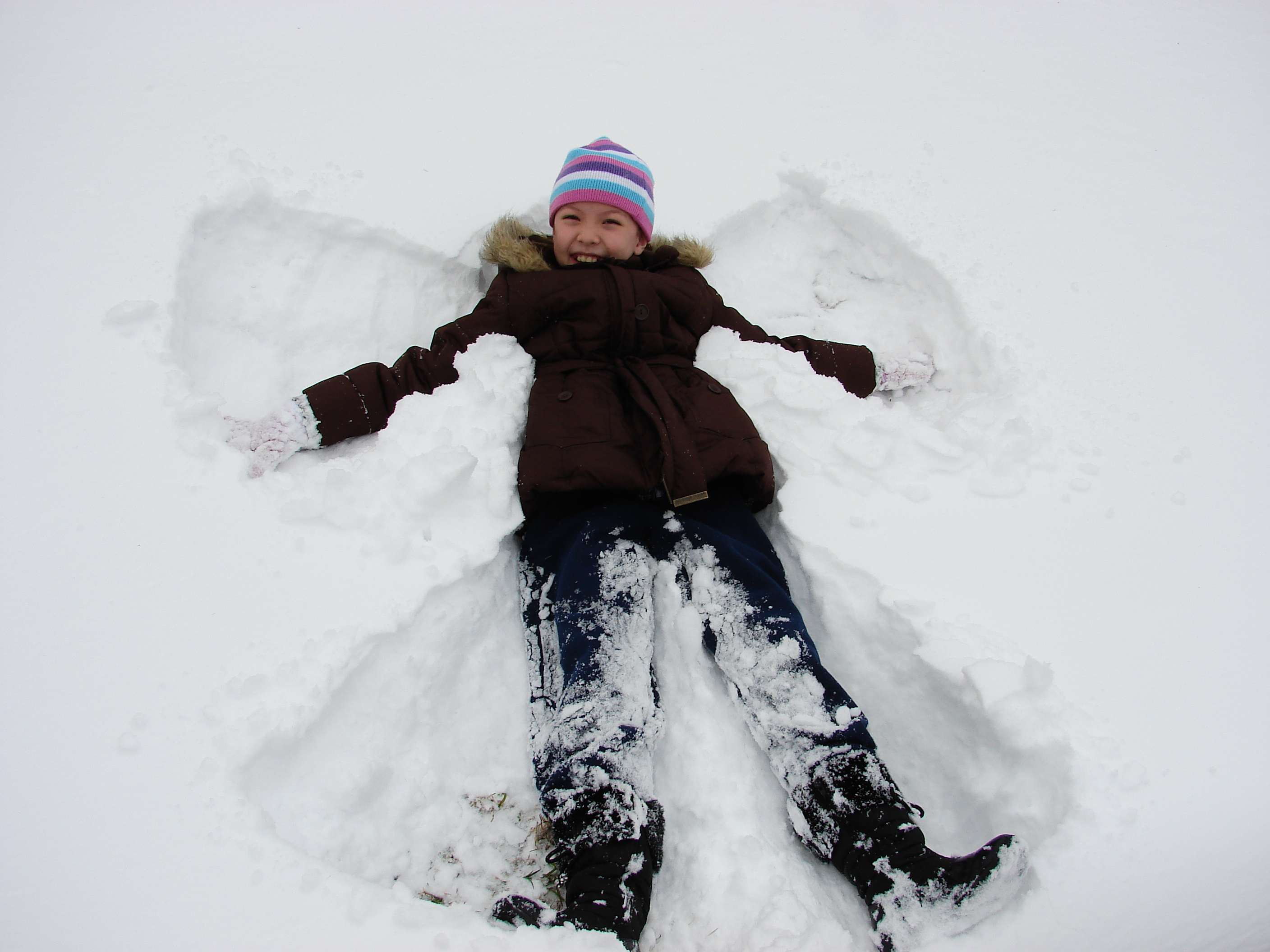
Niña haciendo un ángel de nieve

La nieve puede ser utilizado para hacer bolas de nieve. En las áreas planas de la nieve, se pueden hacer ángeles de nieve, un pasatiempo popular para los niños.
La nieve puede ser utilizada para alterar el formato de los juegos al aire libre como Capturar la bandera, o para las peleas de bolas de nieve. El castillo de nieve más grande del mundo, el SnowCastle de Kemi, se construye en Kemi, Finlandia cada invierno. Desde 1928 la Universidad Tecnológica de Michigan en Houghton, Michigan ha celebrado un carnaval de invierno anual a mediados de febrero (invierno boreal), durante el cual un Concurso de Escultura de Nieve grande tiene lugar entre varios clubes, fraternidades, y organizaciones de la comunidad y la universidad. Cada año hay un tema central, y los premios se otorgan sobre la base de la creatividad. Torneos de softbol Snowball se llevan a cabo en las zonas cubiertas de nieve, por lo general con una pelota de béisbol de color naranja brillante para la visibilidad, y sacos de arpillera llenos de nieve para las bases.

## Física de la fusión de la nieve
El calor necesario para el derretimiento de la nieve proviene de diversas fuentes; la más natural es la radiación solar directa. La cantidad de radiación efectiva necesaria para la fusión de la nieve depende del poder de reflexión o albedo de la propia nieve. Casi el 90 por ciento de la radiación que incide sobre la nieve nueva, recién caída, limpia, es reflejada sin provocar fusión. La nieve sucia, caída hace algún tiempo y que ha acumulado polvo en su superficie, reflejará menor cantidad de radiación solar, y por lo tanto, la misma cantidad de radiación solar la derretirá más.
El calor del aire es otro factor importante para el derretimiento natural de la nieve. Debido a la baja conductividad térmica del aire quieto, una pequeña cantidad de nieve es derretida por el calor del aire si no hay presencia de brisa o viento. En efecto, las turbulencias provocadas por el viento ponen gran cantidad de aire en contacto con la nieve, lo que incrementa considerablemente su derretimiento.
Si la presión de vapor del aire es más elevada que la del hielo a 0 °C, la turbulencia contribuye también con el aporte de humedad del aire que puede condensarse en la superficie de la nieve. Como el calor necesario para la condensación del agua a 0 °C es de 596 cal/g, y para la fusión del hielo es de apenas 80 cal/g, la condensación de 25,4 mm de agua en la superficie provocaría el derretimiento de aproximadamente 190 mm de agua proveniente de la nieve. Como la fusión por convección del aire caliente y por condensación dependen de la turbulencia, la velocidad del viento es un factor muy importante en la determinación de la velocidad de derretimiento de la nieve.
También la lluvia aporta calor a la nieve, ya que el agua de lluvia tiene temperatura superior al punto de congelamiento. La cantidad de agua Ms derretida, en mm de agua, a consecuencia de una precipitación de P mm, puede ser calculada por una expresión calorimétrica simple:
- Donde Tw = temperatura del termómetro húmedo en grados Celsius, admitida como siendo la temperatura del agua de lluvia.

Si Tw = 10 °C, entonces 10 mm de lluvia derretirán apenas 1,25 mm de agua de nieve. Como se ve, la precipitación es menos importante como agente de fusión de la nieve de lo que generalmente se piensa. En realidad, los factores responsables del rápido derretimiento de la nieve durante las lluvias son el aire caliente, los vientos fuertes y el alto tenor de humedad que acompaña a las lluvias.

### Fusión rápida de la nieve
La nieve acumulada en las laderas de los volcanes activos, como lo son la mayoría de los volcanes en América del Sur, puede derretirse en forma muy rápida a causa de una variación de la actividad del volcán, provocando avalanchas de agua y lodo muy peligrosas para las poblaciones ubicadas en las laderas del volcán, como en el caso del Volcán Villarrica en Chile en febrero de 2015.

### La nieve desde el punto de vista hidrológico

Animación de la superficie cubierta de nieve con el cambio de estaciones.

Desde el punto de vista hidrológico, la nieve constituye una reserva de agua, acumulada en la superficie de la cuenca hidrográfica, y que se hará disponible para su uso en un tiempo posterior al de la precipitación, en la medida en que se derrita; así, un determinado volumen de agua que ha precipitado en forma de nieve en el invierno se hace disponible, para los usos no recreativos, en primavera.

## Récords
El récord mundial de la mayor nevada total de la temporada fue en los Estados Unidos fue en el Monte Baker Ski Area, en las afueras de la ciudad de Bellingham, Washington, durante la temporada 1998-1999, el que recibió 2896 cm de nieve, superando así el récord anterior, del Monte Rainier, también en Washington, que durante la temporada 1971-1972 recibió 2850 cm de nieve.
El récord mundial de la mayor nevada media anual es de 1764 cm, medidos en Sukayu Onsen, Japón, en el período de 1981-2010.
El récord de la mayor caída de nieve anual promedio de América del Norte es 1630 cm, medidos en el Monte Rainier, Washington.
El récord mundial de profundidad de la nieve es 1182 cm. Se midió en la ladera del Monte Ibuki en la prefectura de Shiga, Japón, en la altitud de 1200 m el 14 de febrero de 1927.
El récord de profundidad de la nieve de América del Norte es 1150 cm, medida en Tamarack, California, a una altitud de 2100 m en 1911.[cita requerida]
La ciudad con más nieve del mundo con una población de más de un millón de habitantes es Sapporo, Japón, con una caída de nieve anual promedio de 595 cm.

## Galería
Una selección de fotografías tomadas por Wilson Bentley (1865-1931) de distintos cristales de hielo en copos de nieve:

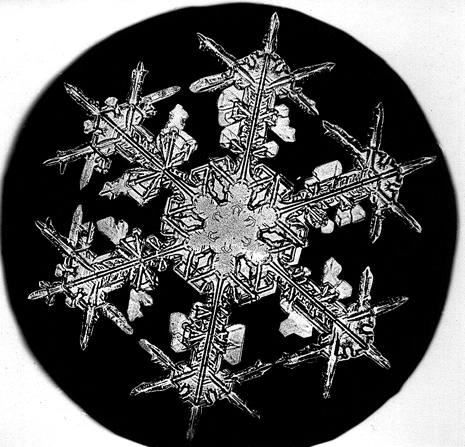
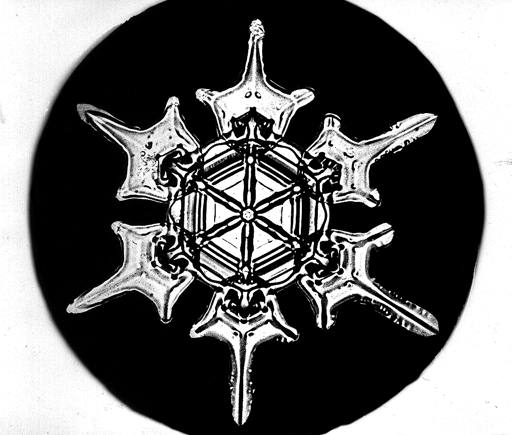
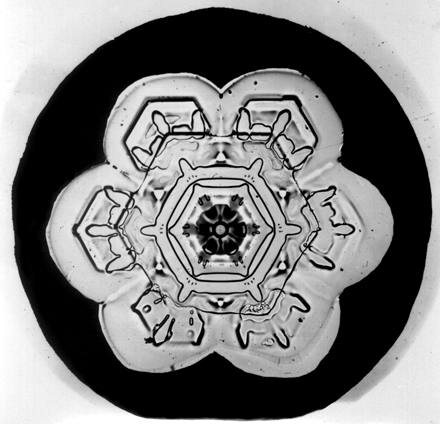
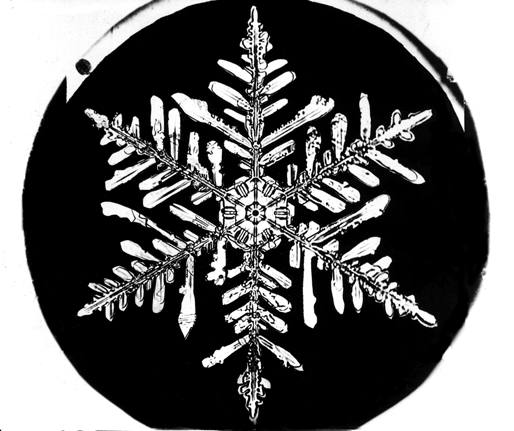
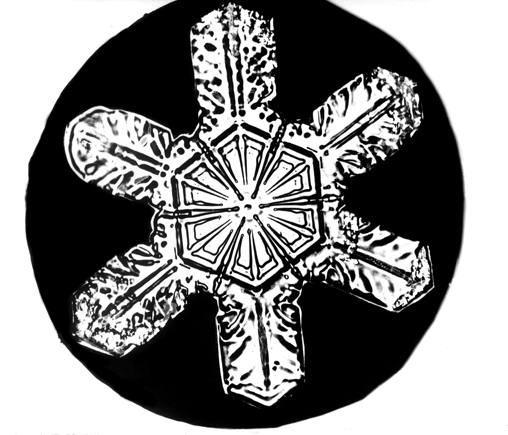
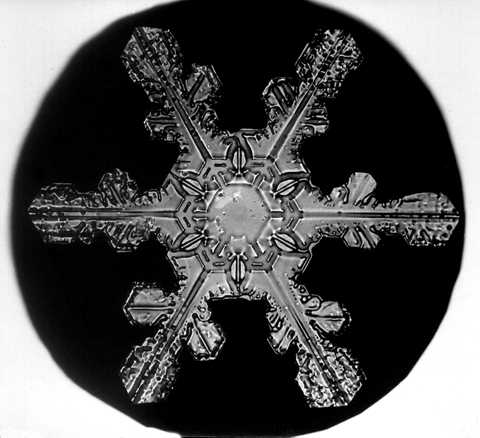
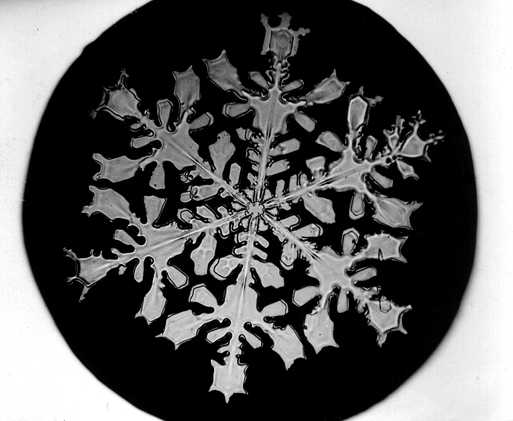
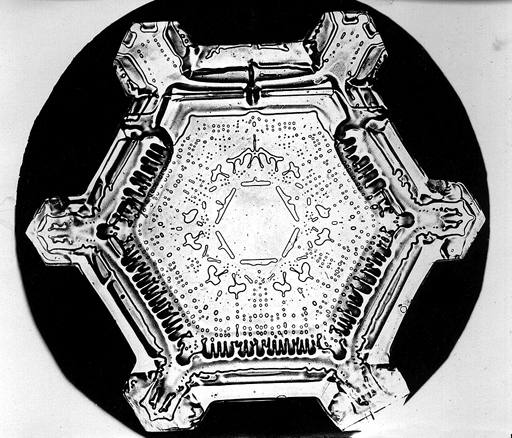
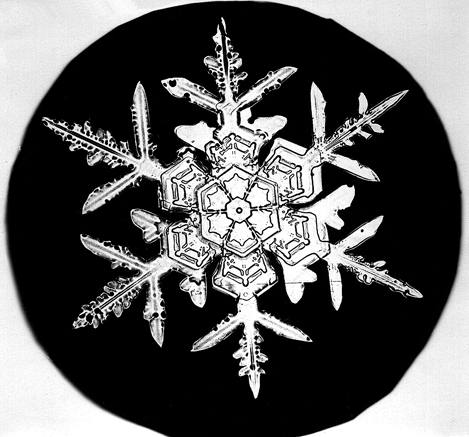
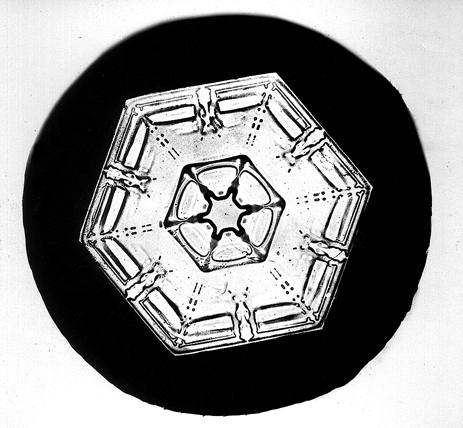
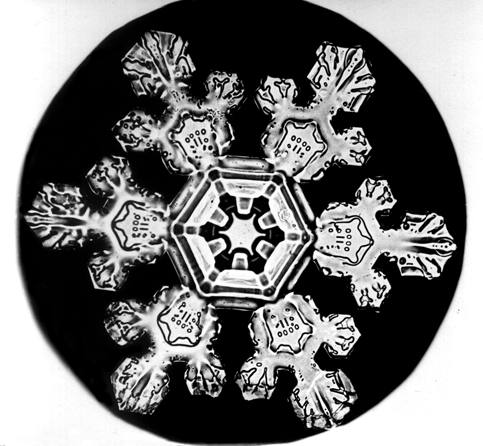
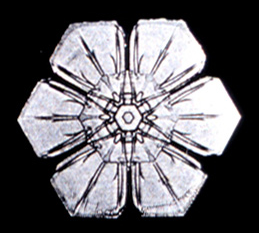